# Hotel Paříž
Hotel Paříž Praha je dům čp. 1080 na Starém Městě v Praze na křižovatce ulic U Obecního domu (č. 1) a Králodvorská (č. 8) v blízkosti obchodního domu Kotva. Od roku 1984 je chráněn jako kulturní památka.
Hotel byl postaven podle plánů dvorního rady Jana Vejrycha z roku 1904 a stavěl se do roku 1907. Je novogotickou stavbou s výraznými secesními prvky, případně raně secesní stavbou. Interiér navrhl architekt Antonín Pfeifer a keramické mozaiky, jimiž je vyzdoben především interiér restaurace a exteriér hotelu, jsou dílem Jano Köhlera. Autorem soch na fasádě je Josef Kalvoda.
Hotel byl postaven na parcele, na níž dříve stálo více domů. První zmínka o jednom z nich je ze Zbraslavské kroniky k roku 1310, kdy je jmenován jako dům Mikuláše od věže. V roce 1344 v dalším domě žil Jan Volek.
Dnešní stavba byla upravována v letech 1926–1928, v roce 1993 byla generálně rekonstruována.
Hotel si nechal postavit hoteliér Antonín Brandejs (1880–1957), který pocházel z Horního Jelení a Praze provozoval mj. Národní dům na Vinohradech nebo restaurace v Obecním domě. Podle jiných zdrojů rodině Brandejsů patřil až od roku 1923. Rodina hotel provozovala až do roku 1948, kdy byl znárodněn. Budova postupně chátrala, až byl hotel v polovině 70. let uzavřen pro havarijní stav budovy. V 80. letech byla budova zrekonstruována. V restituci v 90. letech budovu hotelu dostala zpět rodina Brandejsů, podnik hotelu získala privatizací státního podniku Interhotel Paříž Praha.
V roce 2024 budovu vlastní společnost BRANDEIS PROPERTY, s.r.o., jejímž skutečným vlastníkem je Antonín Brandejs (* 1943), vnuk původního majitele.
Hotel je v roce 2024 provozován pod jménem Hotel Paris Prague. Jeho provozovatelem je společnost Hotel "Paříž" Praha a.s., jejímž skutečným vlastníkem je také Antonín Brandejs.
Hotel je také známý z knihy spisovatele Bohumila Hrabala Obsluhoval jsem anglického krále a diváci ze stejnojmenného filmu natočeného režisérem Jiřím Menzlem. Slovy protagonisty Jana Dítě „Hotel Paříž byl tak krásný, že jsem se skoro svalil. Tolik zrcadel a tolik mosazných zábradlí a tolik mosazných klik a tolik mosazných svícnů a tak vyleštěných, že se to podobalo zlatému paláci.“